# SS City of Richmond

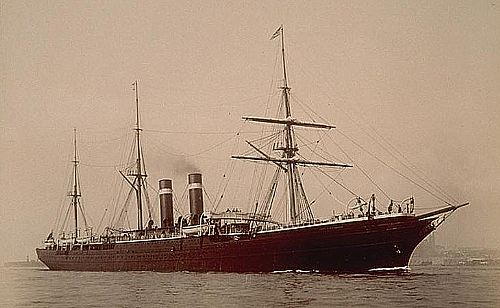

SS City of Richmond Statek pasażerski armatora Inman Line wybudowany w stoczni Harland and Wolff w roku 1876 złomowany w 1902. Siostrzany statek SS City of Rome. W swoich czasach był uznawany za jeden z najlepszych najdłuższych i najnowocześniejszych statków swoich lat.

## Dane techniczne
- Długość 171m
- Szerokość 16m
- Stocznia Harland and Wolff
- Armator Inman Line
- Operator Anchor Line(inne języki)